# Ариана (порноактриса)
Ариана  (англ. Ariana, род. 3 ноября 1958 года, Бруклин, Нью-Йорк, настоящее имя — Барбара Райли (англ. Barbara Reilly)) — бывшая американская порноактриса, лауреатка премии AVN Awards.

## Ранняя жизнь
Родилась в Бруклине, Нью-Йорк, в католической семье. Имеет итальянские и греческие корни.

## Карьера
В 1989 году, когда Ариана работала стриптизёршей во Frank’s Chicken House Манвилле, штат Нью-Джерси, к ней обратилась Нина Хартли и предложила стать танцовщицей. Хартли посоветовала ей сниматься для порнографических журналов и в фильмах для взрослых. Ариана, которой в то время было 30 лет, отклонила предложение, думая, что она не сможет найти работу из-за своего возраста и количества татуировок, которые у неё были, что было необычным и считалось табу тогда. Позже, когда она танцевала стриптиз в Go-Go Ramma (Лоренс Харбор, Нью-Джерси), к ней обратились порноактёры Сандра Скрим и Вуди Лонг и предложили ей помочь найти работу в журналах. Она сделала свою первую фотосессию для журнала Cheri Magazine в 1989 году. После просмотра этих фотографий в журнале с ней связался порнорежиссёр Бобби Холландер. Изначально Ариана снималась только с мужем, Люком Уайлдером (англ. Luc Wylder). Её первое выступление с кем-то, кроме Уайлдера, было в лесбийской сцене с Аей.
В 1995 году Ариана решила прекратить съёмки в фильмах для взрослых из-за многочисленных вспышек ЗППП среди актёров в то время. Два года спустя она вернулась в индустрию, чтобы сняться в своём последнем фильме для взрослых — Tattoo для Adam & Eve. После выхода на пенсию, она продолжала делать фотосессии и сниматься в ролях, не включающих в себя секс, в фильмах на тематику бондажа и фетиша. Также работала доминой.

## Премии
- 1996 AVN Awards — Лучшая актриса второго плана — фильм — Desert Moon[6]

## Избранная фильмография
- 1992 : Buttwoman 2 Behind Bars
- 1993 : Buttslammers 1
- 1993 : Buttslammers 4
- 1994 : Buttslammers 6
- 1994 : Buttslammers 8
- 1994 : No Man’s Land 9
- 1994 : Best of No Man’s Land 2
- 1995 : Buttslammers 9
- 1995 : Best of Buttslammers 1
- 1996 : Where the Girls Sweat 3
- 1997 : Buttslammers 15
- 1998 : Reclaiming Chloe
- 1999 : Dominant Speaks
- 2000 : Transsexual Submission 3
- 2001 : Tortured Schoolgirls
- 2002 : She Males Enslaved 2